# Уолтер Кер из Сессфорда
Сэр Уолтер (Вальтер) Кер из Сессфорда (? — 1584/1585) — шотландский дворянин, хранитель Средней марки на англо-шотландской границе.

## Биография
Старший сын сэра Эндрю Кера из Сессфорда (? — 1526) от его жены Агнес Крайтон, дочери Роберта, второго лорда Крайтона из Санкухара. Уолтер был объявлен наследником своего отца 12 мая 1528 года. 23 апреля и 21 сентября 1542 года он получил грамоты на владение различными землями, а в 1543 году получил земли и баронство Сессфорд с его замком.
В октябре 1552 года сэр Уолтер Скотт из Бранксхольма и Баклю был убит на Главной улице Эдинбурга во время ночной стычки с Керами, возглавляемыми Уолтером Кером из Сессфорда. 8 декабря они обратились с петицией в Тайный совет Шотландии, предлагая покориться чему угодно, лишь бы спасти свою жизнь и наследие. Было решено сослать их во Францию, но 16 мая 1553 года они получили полное помилование. 9 августа этого года Сессфорд вместе с Джоном Кером из Фернихёрста и Эндрю Кером из Хирселла подписали обязательство перед Джоном Гамильтоном, архиепископом Сент-Эндрюса, и Джеймсом Гамильтоном, 3-м графом Арраном.
28 августа 1559 года Сессфорд был назначен одним из уполномоченных по выкупу пленных, захваченных англичанами. Как католик симпатизировал королеве-регентше, но в апреле 1560 года он отправился вместе с лордом Хьюмом в лагерь лордов конгрегации. По возвращении юной королевы Марии в Шотландию Сессфорд был вновь назначен на свой прежний пост смотрителя средних марок.
Когда в 1567 году вождям пограничных кланов было приказано прибыть в Эдинбургский замок под предлогом того, что они могут помешать успеху экспедиции 4-го графа Ботвелла в Лиддесдейл, Сессфорд был единственным, кроме Кера из Фернихёрста, кто подчинился. Он был одним из главных вождей против королевы Марии Стюарт в битве при Карберри-Хилл (1567), а также в битве при Лангсайде (1568), где он сражался бок о бок с лордом Хьюмом. 3 апреля 1569 года он подписал обязательство в Тевиотдейле, пообещав повиноваться регенту, и служил под руководством Джеймса Дугласа, 4-го графа Мортона, во время осады Эдинбурга. Когда в 1571 году Кер из Фернихёрста и другие члены королевской партии двинулись грабить Джедборо, жители послали за помощью к Сессфорду, и с его помощью и с помощью лорда Рутвена нападавшие были разбиты.
Сессфорд был одним из тех, кто под руководством графов Атолла и Аргайла поднял оружие против графа Мортона в 1578 году. В 1582 году он подписал договор, который привел к набегу Рутвена. Он умер в 1584 или 1585 году.

## Семья
Уолтер Кер из Сессфорда был женат на Изабелле Кер (? — 1 мая 1585), дочери Эндрю Кера из Фернихёрста (? — 1545), и Джанет Хоум, дочери Патрика Хоума и Хелен Шоу. У супругов было два сына и две дочери:
- Сэр Эндрю Кер из Кавертауна (? — до марта 1563/1564)
- Сэр Уильям Кер из Сессфорда (? — февраль 1599/1600), хранитель средней марки. Его старший сын и наследник Роберт Кер (ок. 1570—1650) стал 1-м графом Роксбургом.
- Агнесс Кер, жена Джона Эдмонстоуна из Эдмонстоуна
- Маргарет Кер, жена Александра Хьюма, 5-го лорда Хьюма.

## Культурное влияние
Его сыграл Иэн Катбертсон в британском телесериале «Пограничники».